# Selenginský ostroh
Selenginský ostroh (rusky Селенгинский острог) byla ruská pevnost, později město, v Zabajkalsku na řece Selenze založená roku 1665.

## Historie
Ostroh byl založen v září 1665 na pravém břehu Selengy, 6,5 km níže jejího soutoku s řekou Čikou, na příkaz něrčinského vojevody Lariona Tolbuzina.
Ostroh měl tvar čtyřúhelníku se stěnami 5,4 m vysokými a obvodem 128 m, jednu průjezdní věž a čtyři věže v rozích o rozměrech 7,5 × 7,5 m, obehnán byl příkopem. Stál zde kostel a dvacítka domů, v polovině 70. let 17. století zde kromě kozácké posádky žilo na dvě stě lidí živících se rybolovem a zahradnictvím. Roku 1672 bylo opevnění ostrohu obnoveno, roku 1684 získal status města a roku 1685 byl znovu vystavěn a rozšířen, v 80. letech byl několikrát obležen Mongoly.
V polovině 18. století byl Selenginsk největším městem Zabajkalska s více než čtyřmi tisíci obyvateli, po roce 1755 však ztratil část svého významu, když obchodní karavany do Mongolska a Číny začaly procházet místo přes Selenginsk přes Kjachtu.
Roku 1840 bylo město (často postihované povodněmi) přeloženo na vyhodnější místo na druhém, levém, břehu řeky. Nové město dostalo název Novoselenginsk, původní Starý Selenginsk.

## Slavní rodáci
- Andrejan Tolstych († 1766) – ruský mořeplavec, lovec, selenský obchodník a průzkumník severního Tichého oceánu.